# Doliolomyia thessa
Doliolomyia thessa är en tvåvingeart som beskrevs av Henry J. Reinhard 1975. Doliolomyia thessa ingår i släktet Doliolomyia och familjen parasitflugor.
Artens utbredningsområde är Veracruz (Mexiko). Inga underarter finns listade i Catalogue of Life.